# Domenico Siciliani
Pour les articles homonymes, voir Siciliani.
Domenico Siciliani (Cirò, 1er mai 1879 - Rome, 6 mai 1938) est un général italien.

## Biographie
Né à Cirò en Calabre dans une famille d'origine napolitaine, il fréquente l'Académie militaire de Modène, qu'il termine en 1898, puis l'École de guerre de Turin. En tant que capitaine (capitano), il participe à la guerre italo-turque ; pour ses actions lors des combats à Derna, il reçoit la médaille d'argent de la valeur militaire. Il participe aux opérations de secours aux populations de la région des Marches touchées par le tremblement de terre de 1913
Il gravit les échelons pendant les combats de la Première Guerre mondiale: d'abord déployé sur le front italien, il est chef d'état-major en Albanie en 1916, participant au sauvetage de l'armée serbe et du roi Pierre Ier après leur défaite lors de l'offensive du Kosovo. Il retourne en Italie en 1917 et, après la retraite de Caporetto, il est chargé du bureau de presse et de propagande du Regio Esercito (armée royale). Chargé de la rédaction des bulletins de guerre, il est l'auteur matériel du Bollettino della Vittoria (Bulletin de la Victoire) du 4 novembre 1918.
Après la guerre, il occupe diverses fonctions au sein du Regio Esercito: il collabore avec Pietro Badoglio en 1920, est attaché militaire à Rio de Janeiro en 1924, et est aide de camp du roi Victor Emmanuel III jusqu'en 1926, date à laquelle il est chargé des Cacciatori delle Alpi.
Du 1er janvier 1929 à mars 1930, il est gouverneur de la Cyrénaïque et participe, le 20 janvier 1931, à la conquête italienne de Koufra, dernier acte de la reconquête de la Libye contre les Senoussi et la résistance d'Omar al-Mokhtar. De 1930 à 1935, il commande le Corps royal des troupes coloniales en Cyrénaïque (regio corpo truppe coloniali della Cirenaica) et, en 1935-1936, il commande la 16e division d'infanterie de Fossalta.
En 1932, le roi Victor Emmanuel III lui a décerné le titre de comte.
En 1935, il participe à la guerre d'Éthiopie en commandant la 16e division d'infanterie de Fossalta et, dans l'Éthiopie nouvellement occupée, la 1re division CC.NN. « 23 mars » de la Milice volontaire pour la sécurité nationale (Milizia Volontaria per la Sicurezza Nazionale ou MVSN).
Rappelé en Italie en 1936, il commande le corps d'armée de Rome, où il meurt en 1938 à l'âge de 59 ans.

## Décorations
- Grand-officier de l'Ordre des Saints-Maurice-et-Lazare
 - Chevalier de l'Ordre militaire de Savoie
 - Commandeur de l'Ordre de la Couronne d'Italie
 - Chevalier de Grand-croix de l'Ordre colonial de l'Étoile d'Italie
 - médaille de bronze de la valeur militaire
 - médaille d'argent de la valeur militaire
 - Médaille commémorative de la campagne de Libye
 - Médaille commémorative de la guerre italo-turque 1911-1912
 - Médaille commémorative de la guerre italo-autrichienne 1915-1918 (4 années de campagne)
 - Médaille commémorative de l'Unité italienne

## Source
- (it) Cet article est partiellement ou en totalité issu de l’article de Wikipédia en italien intitulé « Domenico Siciliani » (voir la liste des auteurs).